# Man169
Man169是香港提供性交易指南服務的成人网站，於2000年左右創立。它提供香港各大性交易場所的資料，並有提供跟性工作者有關的資訊，當中資訊透過網站團隊向性交易場所負責人查詢的方式取得。除此之外，網站亦提供攝有該些性工作者的照片及短片，以及供會員討論的板塊。它的出現引來其他網站仿效，而香港科技大學畢業生陳世雁在模仿Man169的情況下，創立了Sex141。

## 歷史
2000年左右，Man169正式創立。它的開發團隊在創立網站之前多從事廣告業。2001年10月左右，Man169負責人阿勤收到一位女按摩技師的請求，指她收到顧客贈送的筆記本電腦，想向他請教其用法。他因此想到能為網站會員開設「互動骨女聊天計畫」，讓該些技師在不需要服務客人的時間跟網站會員聊天。同年12月《東方日報》的報導表示，它已跟桑拿浴室場所合作，讓人們能在網站下載適用於部分桑拿浴室店的優惠券。
2002年4月12日，跟太子的一間指壓場合作，開辦讓會員拍攝女指壓師的攝影活動。6月5日，网站团隊跟關懷愛滋在旺角豉油街熟食市場附近向途人派發安全套和有关安全性行為的宣傳單张。2003年1月左右，Man169为各大成人网吧组织安排「全港網花選舉比賽」，並在网上開辦投票項目，以此決定「最受網友歡迎」的網花。12月1日世界艾滋病日期間，网站团隊配合活色生香安全套公司的意向，向性工作者派發安全套。

## 內容
Man169提供香港各大性交易場所的資料，並有提供跟性工作者有關的資訊，當中資訊透過網站團隊向性交易場所負責人查詢的方式取得。除此之外，網站亦提供攝有該些性工作者的照片及短片。它採用會員制度，會向入會者收取1港元的象徵式費用。它為會員提供兩個討論板塊，一個専門用於分享光顧服務後的感想，另一個則專門分享不愉快的經歷。2002年6月《東方日報》的報導指出，Man169開始試行提供网络摄像头模特情色直播服務，而該些模特主要來自加拿大。

## 迴響
Man169是香港性交易資訊網站當中首個包含指壓場資訊和網主評價的網站。它的出現引來其他網站仿效，被《東周刊》形容为同类网站的「鼻祖」。香港科技大學畢業生陳世雁在模仿Man169的情況下，創立了Sex141。《東方日報》的評論者豆豆俠認為，Man169容許人們交流光顧性服務後的體驗，仍「有利無害」。至於《新報》的評論者肥龍則對網站資料的更新速度表示好評。

## 外部連結
- 网站时光机上的man169.com存檔一覽